# نزف تال للجماع
نَزْف تالٍ للجماع هو نزف من المِهْبَل يحدث للنساء بعد الجِماع، ومن الممكن أن يصاحبه ألم. قد يكون مصدر النزف من الرحم أو عنق الرحم أو المهبل وغيرها من الأنسجة أو الأعضاء القريبة من المهبل. يمكن أن يكون هذا النزف أحدَ المؤشرات الأولى لسرطان عنق الرحم. وهناك أسباب أخرى تجعل المرأة تنزف بعد الجماع، فبعض النساء ينزفن بعد الجماع لأول مرة وبعضهنَّ لا ينزفن. ويحدث هذا النزف نتيجة تمدُّد أنسجة غشاء البكارة الرقيق جدًّا. قد يكون لبعض الأنشطة الأخرى مثل: الرياضة، واستخدام السدادت القطنية تأثير في المهبل. وقد يتوقف النزف التالي للجماع دون الحاجة لعلاج.
في بعض الحالات، يحاكي النزف التالي للجماع اضطرابات الدورة الشهرية، وقد يحدث في مرحلة الحمل. وقد يؤدي وجود سلائل عنق الرحم إلى نزف تالٍ للجماع في أثناء الحمل؛ لأن أنسجة الأورام الحميدة تتلف بسهولة. ويمكن أن يكون النزف التالي للجماع بسبب رضٍّ بعد ممارسة الجنس سواء كانت هذه الممارسة بالتراضي أم لا. ويتضمَّن التشخيص لتحديد سبب النزف الحصول على تاريخ طبي وتقييم الأعراض. وقد لا يكون العلاج ضروريًا في كل الحالات.

## الأسباب
يعتبر النزف المهبلي بعد ممارسة الجنس مؤشرًا على ما يأتي:
- مرض التهاب الحوض[10]
- هبوط الرحم
- أمراض الرحم[11]
- داء المتدثرات أو غيرها من الأمراض المنقولة جنسيًا[10][12][13]
- التهاب المهبل الضموري[10]
- الولادة
- ترطيب المهبل غير كافٍ[2]
- سليلة حميدة
- شتر عنق الرحم الخارجي (التهاب عنق الرحم)[2][10]
- سرطان عنق الرحم أو المهبل[10]
- تشوهات في الرحم أو المهبل أو كليهما.[11]
- الحمل
- سليلة بطانة الرحم
- فرط تنسج بطانة الرحم
- عنصر قائمة منقطة
- عنصر قائمة منقطة
- التهاب عنق الرحم
- خلل التنسج العنقي
- الانتباذ البطاني الرحمي
- خلل في تخثر الدم
- إصابة أو رض[2]

قد يختلط الأمر بين النزف الناجم عن البواسير وأمراض الفرج وبين النزف التالي للجماع. يمكن أن يصاحب نزف ما بعد الجماع إفرازات أو حكة أو تهيج. قد يكون هذا بسبب المشعرة أو داء المبيضات. يمكن أن يجعل نقص الإستروجين الأنسجةَ المهبلية أرقَّ وأكثر عرضة للنزيف. يرى بعض المتخصصين أن حبوب منع الحمل قد تسبِّب النزف التالي للجماع. تشمل عوامل الخطر المسببة لنزف ما بعد الجماع انخفاضَ مستويات هرمون الإستروجين والاغتصاب والجنس العنيف.

## التشخيص والعلاج
تستخدم الاختبارات والفحص المفصل لتحديد سبب النزف:
- اختبار الحمل
- فحص الحوض[10]
- الحصول على عينات للأنسجة
- لطاخة بابانيكولاو
- تنظير المهبل لفحص المهبل وعنق الرحم
- فحص موجات فوق صوتية
- صورة شعاعية للرحم
- مزرعة بكتيريا[11]
- خزعة أنسجة[2]

يمكن إحالة المريض إلى طبيب متخصص. قد لا يكون استخدام التصوير الطبي ضروريًا. يمكن استخدم العلاج بالتبريد ولكن لا يوصى باستخدامه.

## وبائيات
نادرًا ما يرتبط نزف ما بعد الجماع بسرطان طب النساء عند الإناث صغيرات السن، ومن المتوقع أن ينخفض معدَّل الإصابة به بسبب التحصين واسع النطاق من فيروس الورم الحليمي البشري. خضع النزف التالي للجماع عند النساء للدراسة أكثر في الولايات المتحدة. وفي دراسة تايوانية كبيرة، وجدت أن إجمالي معدل حدوث نزف ما بعد الجماع هو 39-59 لكل 100,000 امرأة. كان أولئك الذين يعانون نزفَ ما بعد الجماع أكثرَ عرضة لخلل التنسج العنقي وسرطان عنق الرحم. وقد ارتبطت أسباب حميدة للنزف التالي للجماع مع تأكُّل عنق الرحم وشتر عنق الرحم الخارجي والتهاب المهبل والتهاب المهبل والفرج. ولوحظ ارتباط النزف بحالات أخرى مثل: وجود لطاخ أبيض في عنق الرحم، واللولب الرحمي، والأورام الحميدة في عنق الرحم، والتهاب عنق الرحم، وانقطاع الطمث، وعُسر الجماع، وألم الفرج. في إسكتلندا تعاني قرابة واحدة من كل 600 امرأة تتراوح أعمارهن بين 20 و24 عامًا من نزف غير مبرَّر. وخلصت دراسة عن النساء الإفريقيات أن الرضوض الناتجة عن ممارسة جنس بالتراضي كانت سببًا في نزف ما بعد الجماع لدى الشابات.

## ارتباطه بالثقافة والمجتمع
في الثقافة الإسلامية، قد يكون نزف ما بعد الجماع أمرًا محمودًا لكونه يلبي «احتياجات ثقافية أو دينية»؛ إذ تلجأ نسوة إلى ترقيع غشاء البكارة، وهو إجراء مثير للجدل لإصلاح غشاء البكارة التالف جراحيًّا، ومن ثَم استعادة العُذرية: